# Хиваса, Ацуси
Ацуси Хиваса (яп. 日和佐篤, родился 22 мая 1987 года в Кобе) — японский регбист, выступающий на позиции скрам-хава. Известен по играм за клубы «Сантори Санголиат» и «Кобелко Стилерз» в чемпионате Японии, а также за команду «Санвулвз» в Супер Регби. В составе сборной Японии выступал на чемпионатах мира 2011 и 2015 годов.

## Игровая карьера

### Клубная

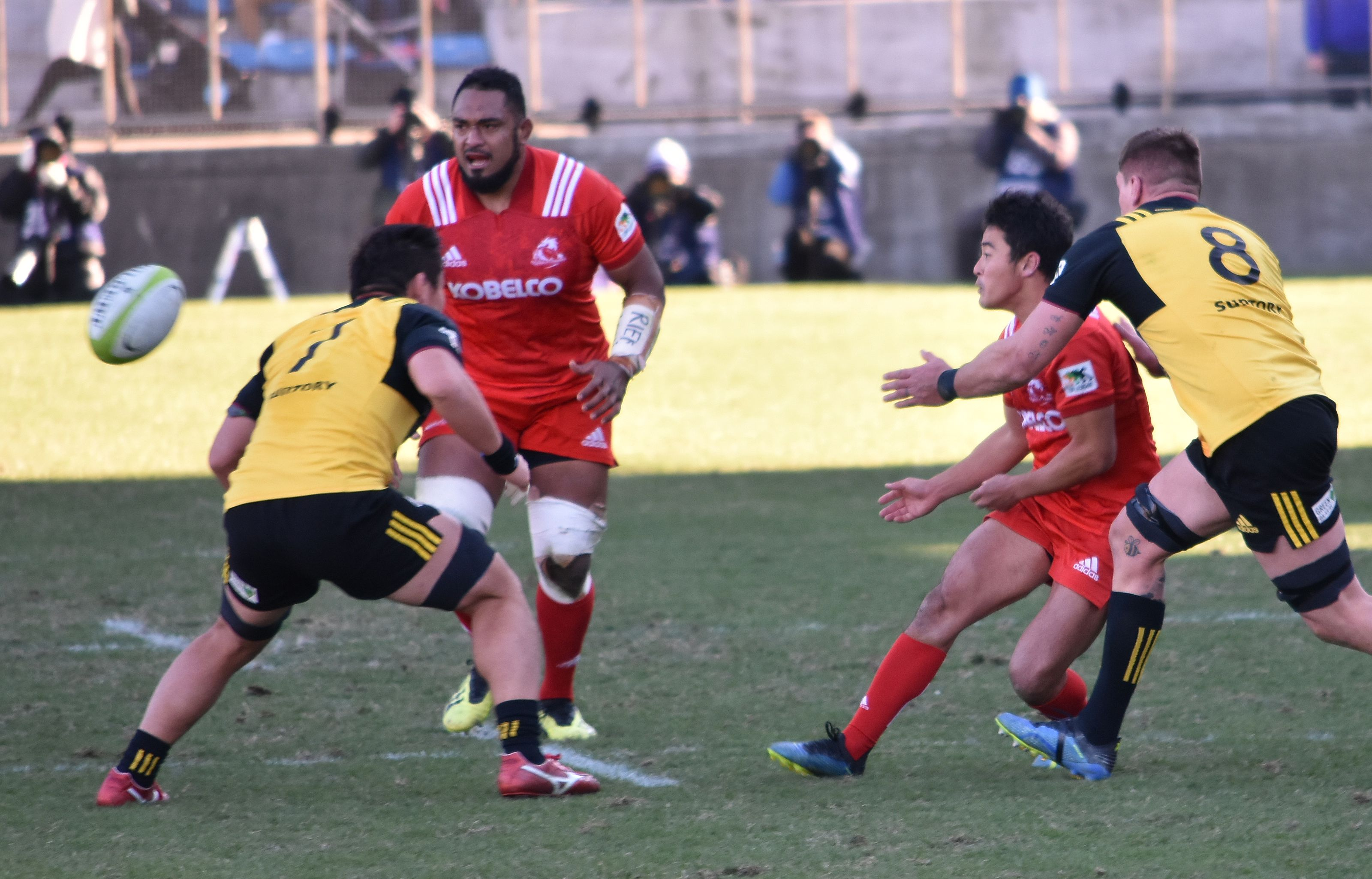
Хиваса (справа) в составе «Кобелко Стилерз» в финальном матче чемпионата Японии 15 декабря 2018 года против «Сантори Санголиат»

Окончил среднюю школу Хотоку Гакуэн и университет Хосэй. Был капитаном школьной регбийной команды и вице-капитаном университетской команды. В 2008 и 2009 годах завоёвывал приз лучшего игрока лиги Канто.
В составе клуба «Сантори Санголиат» выступал с 2010 года. В сезоне 2010/2011 японской Топ-Лиги завоевал приз лучшего дебютанта.
В 2012 году Ацуси Хиваса неожиданно был заявлен французским клубом «Стад Франсе» на матчи чемпионата Франции в качестве «медицинского джокера» (фр. joker médical) на случай, если кто-то из скрам-хавов основного состава травмируется. Однако за клуб он не сыграл ни одного матча.
В декабре 2016 года стал игроком японского клуба «Санвулвз», выступавшего в Супер Регби. В 2018 году перешёл в клуб «Кобе Стил» (он же «Кобелко Стилерз»). В 2020 году назначен вице-капитаном команды. Пятикратный победитель Всеяпонского чемпионата по регби, четырёхкратный чемпион Японии.

### В сборной
Хиваса провёл дебютную игру за сборную Японии по регби 30 апреля 2011 года против сборной Гонконга. Матч состоялся в рамках Кубка пяти наций Азии, а по итогам турнира Хиваса получил приз лучшего молодого игрока. Выступал в составе сборной на чемпионате мира 2011 года в Новой Зеландии, где сыграл четыре матча на групповом этапе. Новозеландская газета The Dominion Post включила его в список 15 лучших иностранных игроков чемпионата мира.
Был включён в заявку сборной Японии для выступления на чемпионате мира 2015 года в Англии и сыграл там четыре матча в рамках группового этапа (в том числе провёл победную встречу против сборной ЮАР). Последнюю игру провёл 11 октября 2015 года против США. Всего в составе сборной пять раз выигрывал чемпионат Азии, а в 2011 году выиграл Кубок тихоокеанских наций.

## Достижения

### Клубные
- Чемпион Японии: 2012, 2013, 2017, 2018
- Финалист чемпионата Японии: 2011, 2014
- Победитель Всеяпонского чемпионата по регби[англ.]: 2011, 2012, 2013, 2017, 2018
- Финалист Всеяпонского чемпионата по регби: 2015

### В сборной
- Чемпион Азии: 2011, 2012, 2013, 2014, 2015
- Победитель Кубка тихоокеанских наций: 2011